# Context API
Context API é um recurso nativo do React introduzido na versão 16.3 para facilitar o gerenciamento de estado global em aplicações baseadas em componentes. Ele permite o compartilhamento de dados entre componentes sem a necessidade de prop drilling (passagem manual de propriedades), tornando o código mais limpo e modular.

## Funcionamento
O Context API opera com dois elementos principais:
- Provider – Componente que disponibiliza o estado global para seus descendentes.
- Consumer – Componente que consome os dados disponibilizados pelo Provider.[2]

A partir da versão 16.8, a API passou a ser frequentemente utilizada com o useContext Hook, simplificando sua implementação.

## Vantagens e Limitações
Vantagens:
- Reduz a complexidade do código ao evitar o repasse manual de propriedades.
- Alternativa leve a bibliotecas como Redux para estados menos complexos.[4]

Limitações:
- Pode causar re-renderizações desnecessárias se não for bem estruturado.[5]